# Візантійська Греція

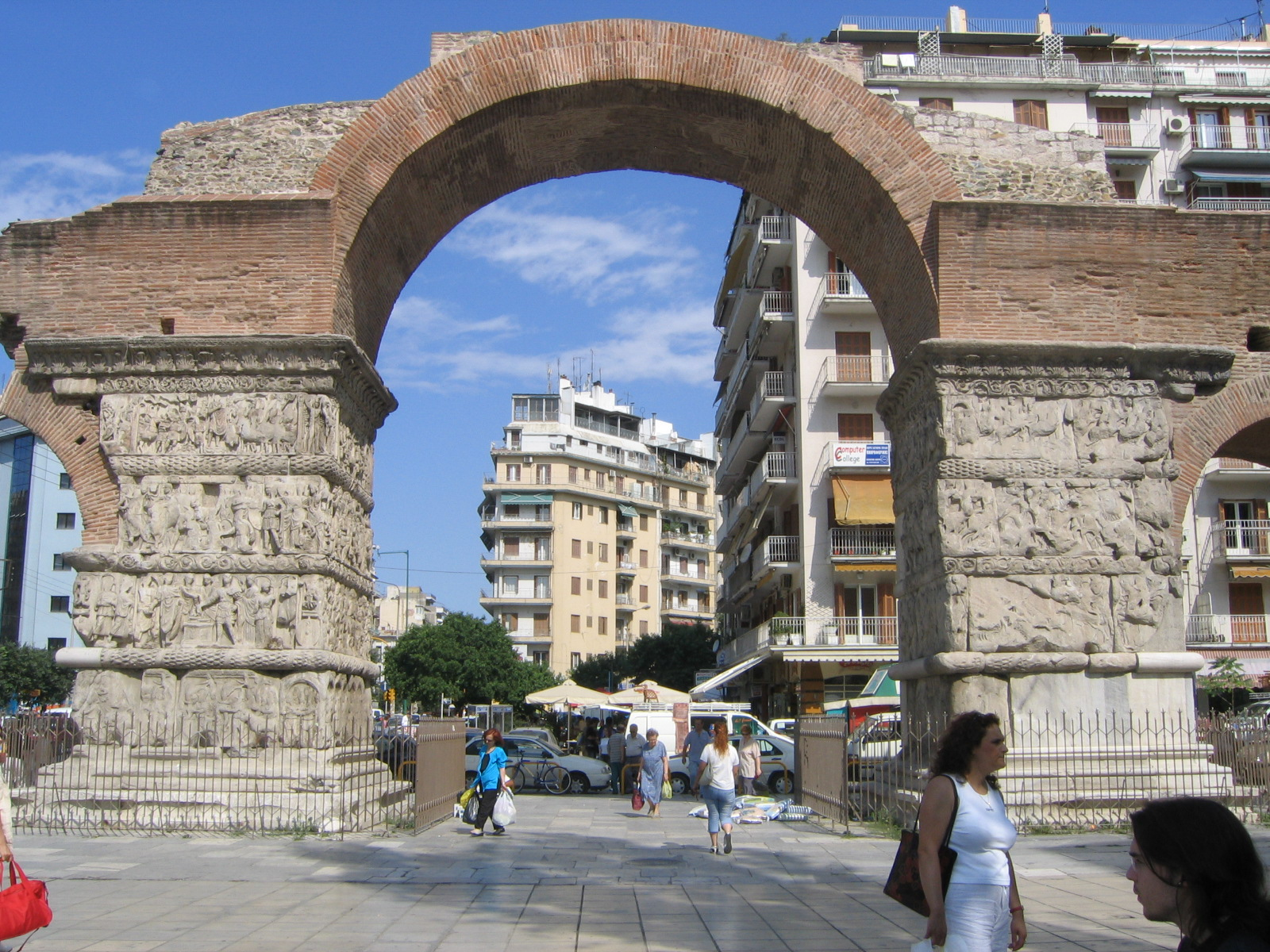
Арка і гробниця Галерія, Салоніки

Історія Візантійської Греції здебільшого збігається з історією Східноримської або Візантійської імперії.

## Римська Греція
У 146 р. до н. е. Грецький півострів став римським протекторатом, а в 133 р. до н. е. до цієї території долучено Егейські острови. У 88 р. до н. е. Афіни та інші грецькі міста повстали, але римський полководець Сулла розправився з бунтівним півостровом. Ще дужче спустошували ці землі римські громадянські війни, поки в 27 р. до н. е. Октавіан Август не перетворив півострів на провінцію Ахая.
Греція була типовою східною провінцією Римської імперії. Римляни посилали туди колоністів і закладали в її містах нові будівлі, особливо в афінській Агорі, де було, зокрема, збудовано Агріппею Марка Агріппи, бібліотеку Тита Флавія Пантена, і Башту вітрів. Римляни зазвичай виявляли прихильність до греків, а ті, загалом, були лояльними до Риму.
Життя в Греції під владою Римської імперії тривало так, як і раніше, а грецька мова залишалася як і перше лінгвою франкою у східній і найважливішій частині імперії. Римська культура перебувала під сильним впливом класичної грецької культури, бо як сказав Горацій: «Полонянка Греція взяла у полон свого грубого завойовника» (лат. Graecia capta ferum victorem cepit). Епоси Гомера породили «Енеїду» Вергілія, а такі автори, як Сенека Молодший писали грецьким стилем, тоді як відомі римляни, як-от: Сципіон Африканський, Юлій Цезар і Марк Аврелій складали твори грецькою мовою.
Протягом цього періоду таких грецьких інтелектуалів, як Галена або Аполлодора Дамаського безперервно привозили в Рим. У межах Риму грецькою говорили римські еліти, особливо філософи, та нижчі робітничі прошарки, такі як моряки і торговці. 66 року Грецію відвідав імператор Нерон, виступивши на Олімпійських іграх, незважаючи на правило участі виключно греків. Природно, в кожному конкурсі перемогу визнали за ним, а в 67 р. він проголосив свободу греків на Істмійських іграх у Коринті, так само, як за понад 200 років перед тим зробив Фламінін.
Особливої любові серед греків зажив також Адріан; перш ніж стати імператором, він служив архонтом Афін. Він там також спорудив арку свого імені і мав грецького коханця Антиноя.
У той самий час Греція і велика частина решти Римського сходу підпали під вплив християнства. Апостол Павло проповідував у Коринті і Афінах, і Греція незабаром стала одним із найбільш християнізованих країв імперії.

## Східноримська (Візантійська) імперія

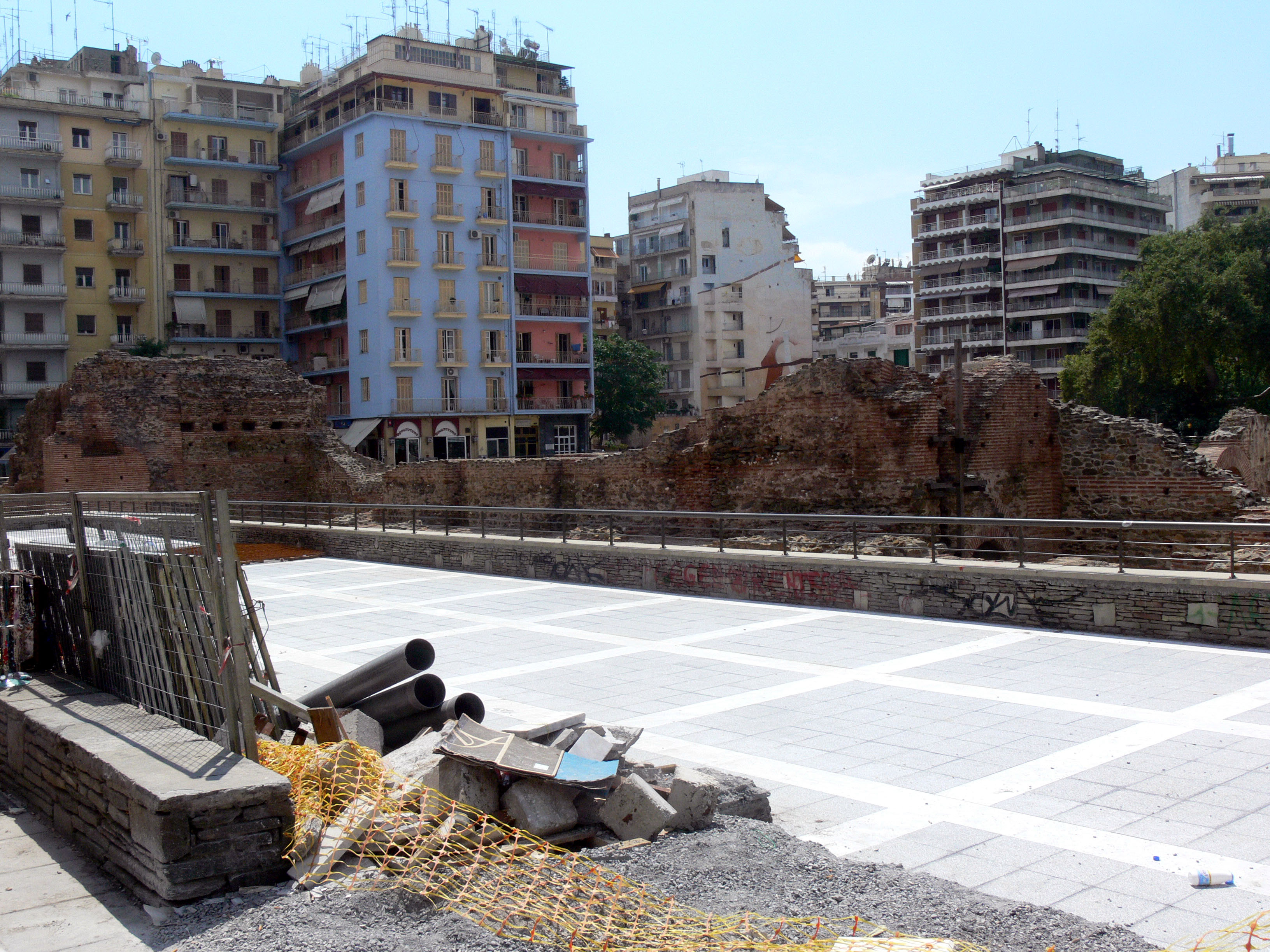
Палац Галерія у Салоніках (Площа Наваріну), де під час правління Феодосія І сталася Солунська різанина.

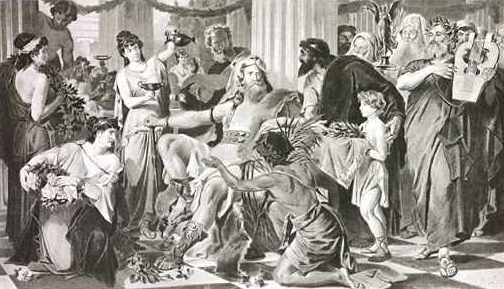
Картина Людвіга Тірша «Аларіх I в Афінах».

У ІІ—ІІІ століттях Греція поділялася на провінції, включаючи Ахаю, Македонію і Фракію. Під час правління Діоклетіана наприкінці ІІІ століття, західні Балкани набули форми діоцезу, яким правив Галерій. За Костянтина I Греція входила в діоцез Македонія і діоцез Фракія. Східні і південні Егейські острови сформували провінцію Інсуле (лат. Insulae «острови») в діоцезі Азія. 
Під час правління Феодосія I Греція зіткнулася із вторгненнями герулів, готів і вандалів. Через вторгнення вестготів наприкінці IV століття Стиліхон, який обіймав посаду регента Аркадія, покинув Фессалію. Камергер Аркадія Евтропій дозволив Аларіху вступити в Грецію, і той розграбував Коринф і Пелопоннес. Кінець-кінцем, близько 397 р. Стиліхон вигнав його  і Аларіх став magister militum у преторіанській префектурі Іллірік. Зрештою, Аларіх і готи мігрували в Італію, у 410 р. захопили Рим, і утворили вестготську імперію в Іберії та на півдні Франції, яка протрималася до 711 р., коли прийшли араби.
Греція залишалася частиною відносно одноманітної східної половини імперії. На відміну від застарілих уявлень про пізню античність, грецький півострів був, найімовірніше, одним із найбільш квітучих регіонів Римської, а згодом — Східноримської/Візантійської імперії. Старіші версії про бідність, безлюддя, варварські руйнування і громадянський розпад були переглянуті на підставі останніх археологічних відкриттів. Адже поліс як інституція, схоже, і далі процвітав щонайменше до шостого століття. Тексти сучасників, такі як «Синекдем» Іерокла, стверджують, що в добу пізньої античності Греція була високо урбанізованою і вміщувала близько 80 міст. Таке бачення крайнього розквіту нині досить поширене. Припускається, що у IV—VII століттях нашої ери Греція, можливо, була одним із найбільш економічно активних регіонів у східній частині Середземного моря.
Після втрати Александрії та Антіохії на користь арабів, Салоніки стали другим за величиною містом Візантійської імперії, яке називалося «співправителем» (дав.-гр. συμβασιλεύουσα), поступаючись тільки Константинополю. Грецький півострів залишався одним із найсильніших осередків християнства у пізню римську і ранню візантійську добу. Після виходу цього краю з-під навали слов'ян, його багатство було відновлено. Такі події, як вторгнення сельджуків у Малу Азію і латинська окупація Константинополя поступово зосередили візантійський імперський інтерес у пізній візантійський період на грецькому півострові. Передовсім, продовжував економічно та інтелектуально процвітати Пелопоннес, навіть у добу латинського панування та поновлення влади Візантії аж до остаточного падіння під ударами Османська імперії.

## Подальші вторгнення і реорганізація

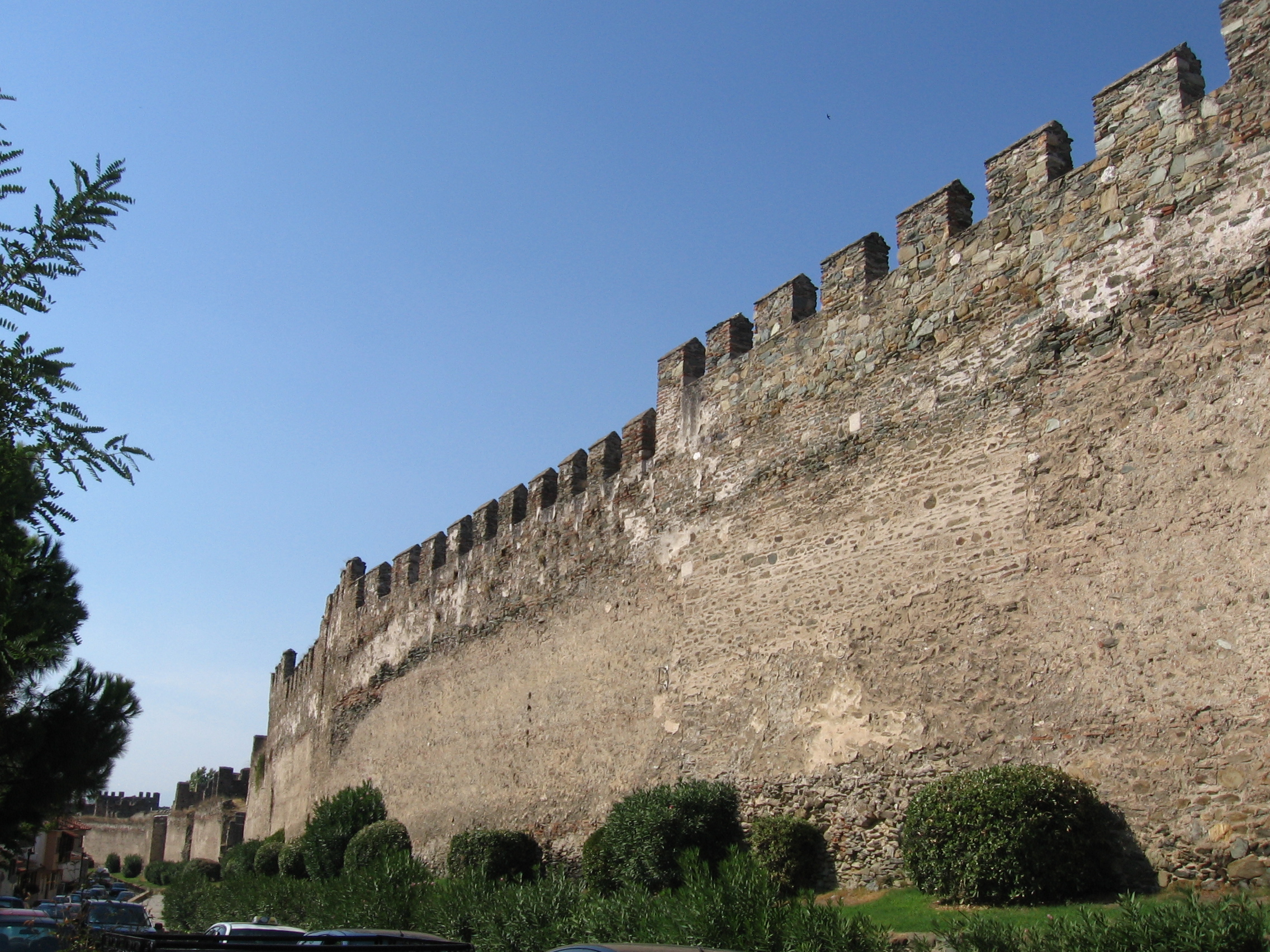
Частина стіни Салонік.

У 479 і 482 роках грецьку Македонію розорили остготи під проводом царя Теодоріха Великого (493-526). Крім того, на Фракію та решту північної Греції у 540 р. з неодноразовими повтореннями вчиняли набіги булгари. Ці безупинні булгарські вторгнення спонукали Візантійську імперію побудувати захисну стіну під назвою «Анастасієва стіна», що простягалася десь на тридцять миль від міста Селімбрія до Чорного моря. У 559 р. гуни і булгари розоряли Грецію, доки візантійська армія не повернулася з Італії, де Юстиніан I намагався захопити осереддя Римської імперії.
Згідно з історичними документами, з 579 р. на частину Греції вдиралися і оселялися там слов'яни, а протягом 580-х Візантія майже втратила владу на всьому півострові. Однак немає ніяких археологічних свідчень, які б указували на слов'янське проникнення на імперські візантійські території під кінець VI століття. Загалом, сліди слов'янської культури в Греції дуже рідкісні.

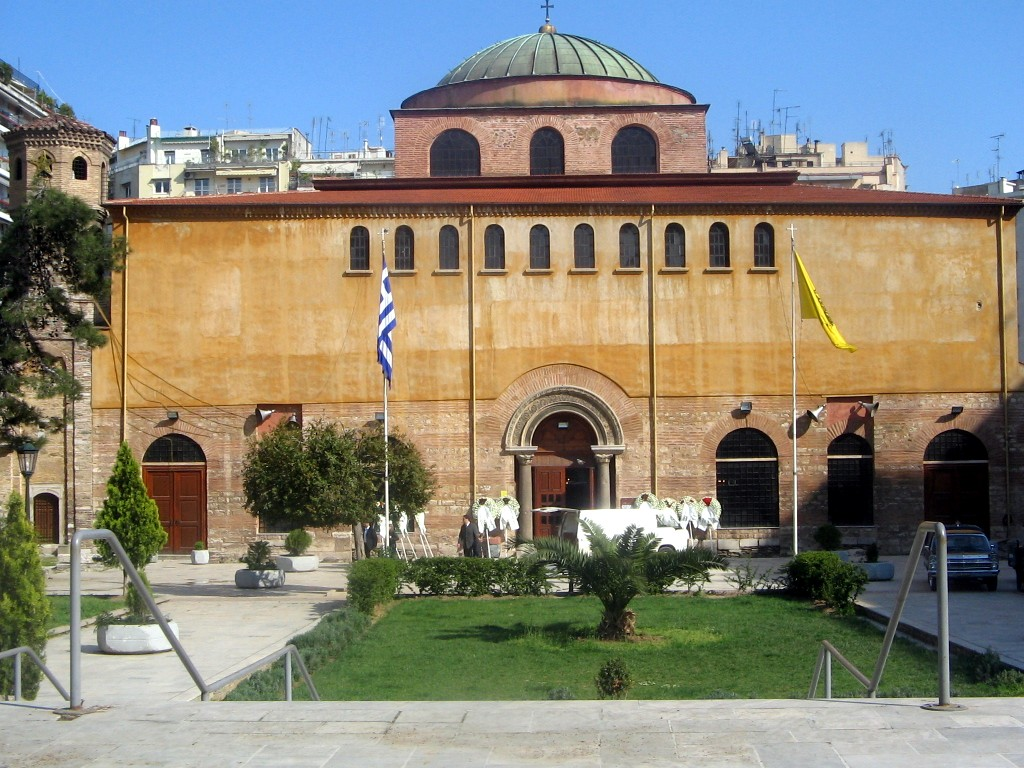
Базиліка святої Софії у Салоніках (VIII ст.)

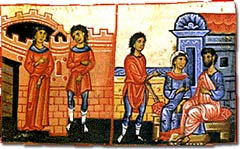
Сцени шлюбу і сімейного життя у Константинополі.

Місто Салоніки залишалося нескореним навіть після того, як на нього напали слов'яни близько 615 р. Зрештою, слов'ян розгромили, візантійці їх зібрали і помістили в ізольовані поселення, відомі як склавіни. На початку VII століття Констант II здійснив перші масові вигнання слов'ян із грецького півострова на Балкани і в центральну частину Малої Азії. Юстиніан II розбив і знищив більшу частину склавінів та переселив від 110000 до 200000 слов'ян із грецького півострова у Віфінію, при цьому близько 30000 слов'ян зарахував у свою армію.
Слов'янські групи населення, розміщені в тих ізольованих спільнотах, використовувалися для військових походів проти ворогів Візантії. У Пелопоннесі нові слов'янські завойовники принесли розор західній частині півострова, тоді як східна частина залишалася непорушно під візантійським владарюванням. Імператриця Ірина влаштувала військовий похід, яким було визволено ці території та відновлено візантійське правління в цьому краї, але тільки за імператора Никифора I шляхом розселення у деяких сільських районах Пелопоннесу грекомовних жителів південної Італії було ліквідовано останній слід слов'янства.
У середині VII століття імператор Констант II змінив адміністративно-територіальний устрій імперії, поділивши її на феми, в тому числі утворивши фему Фракія, військово-морський корпус (дав.-гр. Καραβισιάνοι) на півдні Греції та Егейські острови. Пізніше Καραβισιάνοι Юстиніан II розділив на фему Еллада (з центром у Коринфі) та фему Cibyrrhaeotic. Під той час слов'яни вже не загрожували візантійцям, оскільки їх було або неодноразово розбито, або поміщено в склавіни. Слов'янські громади у Віфінії візантійці знищили після того, як полководець Леонтій 692 року програв арабам у Битві при Себастополісі внаслідок переходу слов'ян на бік арабів.
727 року ці феми збунтувалися проти іконоборчого імператора Лева III і спробували поставити свого власного імператора, хоча Лев їх переміг. Потім Лев переніс штаб-квартиру військово-морського корпусу в Анатолію і створив із них фему Cibyrrhaeotic. До того часу Греція та Егейські острови технічно все ще були під церковною владою папи, але Лев також посварився з папством і віддав ці території Константинопольському патріархові. Будучи імператором, Лев III запровадив більше адміністративних і правових реформ, ніж було проголошено з часів Юстиніана.  Тим часом араби почали свої перші серйозні набіги в Егейському морі. Віфінію було, кінець-кінцем, наново заселено греками з материкової Греції та Кіпру.

## Болгарська загроза

Карта візантійської Греції близько 900 р. з фемами і великими поселеннями.

Никифор I почав відвойовувати підвладні слов'янам і булгарам землі на початку IX століття. Він переселив грекомовні сім'ї з Малої Азії на грецький півострів і на Балкани та розширив фему Еллада на північ, включаючи частини Фессалії і Македонії, та на південь, охоплюючи відвойовану територію Пелопоннесу. Салоніки, раніше оформлені як архонтат в оточенні слов'ян, став також окремою фемою. Ці феми відрядили ще 10 000 чоловік в армію і дозволили Никифору навернути більшість слов'ян у християнство.
Наприкінці IX століття Лев VI Мудрий протистояв вторгненням болгар під проводом Симеона I, який розграбував Фракію у 896 р. і повторно у 919 р., під час правління регента Зої при імператорі Костянтині VII. Симеон знову вдерся у північну Грецію у 922 р. і проник глибоко на південь, захопивши Фіви, що відразу на північ від Афін.
Наприкінці Х століття найбільшу загрозу для Греції становив Самуїл, який постійно воював за цю територію з Василем II. У 985 р. Самуїл захопив Фессалію і важливе місто Лариса, а в 989 він спустошив Салоніки.
Василь почав повільно повертати ці місцевості в 991 р., але Самуїл знову загарбав землі навколо Салонік і на Пелопоннесі в 997 р. перед тим, як був змушений відійти у Болгарію. 999 року Самуїл захопив Діррахій і ще раз вчинив набіг на Північну Грецію. До 1002 р. Василь відвоював ці краї і повністю підкорив собі булгар за десять років до своєї смерті.
По смерті Василя в 1025 р. Грецію було поділено на феми, включаючи Крит, Пелопоннес, Елладу, Нікополіс Ларису, Кефалонію, Салоніки і Стрімон, Кіклади та Егейське море. Їх було захищено від набігів і навал новими фемами, створеними за рахунок території булгар.
У Х столітті Греція і Фракія досягли більшого розквіту, а міста і містечка знову почали зростати. Кількість жителів Афін і Коринфа, ймовірно, досягла позначки 10 000, тоді як Салоніки могли налічувати аж 100 000 осіб. З цих фем походив важливий аристократичний клас, особливо македонські імператори, які правили імперією з 867 до 1025 року.

## Нормани і франки
Наприкінці ХІ століття Греція та імперія в цілому зіткнулися з новою загрозою з боку норманів в Сицилії. Роберт Гвіскар взяв Діррахій і Керкіру у 1081 р., але до 1083 р. Олексій I розгромив його, а потім і його сина Боемунда I Антіохійського. Також у цей період печеніги влаштували набіг на Фракію.
1147 року, поки лицарі Другий хрестовий похід прокладали собі шлях через візантійську територію, Рожер II захопив Керкіру та розграбував Фіви і Коринф. 1197 року Генріх VI продовжував протистояння свого батька Фрідріха Барбаросси з імперією, погрожуючи вдертися у Грецію, щоб повернути територію, якою нормани ненадовго вже були заволоділи. Олексій III був змушений відкупитися від нього, хоча податки, якими він обкладав, викликали часті бунти проти нього, в тому числі заворушення в Греції та Пелопоннесі. Також за його правління Четвертий хрестовий похід намагався посадити на престол Олексія IV, доки хрестоносці, врешті-решт, не вдерлися, захопивши столицю.
У ХІ—ХІІ століттях Греція була відносно мирною і квітучою порівняно з Анатолією, яку спустошували полчища сельджуків. Населення Салонік, ймовірно, зросло до 150 000 осіб, незважаючи на те, що місто розграбували нормани 1185 року. Фіви також стали значним містом, можливо, з 30000 жителів, будучи центром важливої шовкової промисловості. Афіни і Коринф, ймовірно, все ще налічували приблизно по 10 000 осіб. Міста материкової Греції продовжували експортувати зерно в столицю для того, щоб заповнити втрату землі, загарбаної сельджуками.
Однак, після того, як 1204 року Константинополь під час Четвертого хрестового походу був завойований, Грецію було поділено між хрестоносцями. Латинська імперія володіла Константинополем і Фракією, а сама Греція поділялася на Фессалонікське королівство, Ахейське князівство та Герцогство Афінське. венеційці контролювали Наксоське герцогство в Егейському морі. Також було засновано Епірський деспотат як одну з трьох візантійсько-грецьких держав-правонаступниць.
У 1261 році Михайло VIII відновив імперію, також відвоювавши Салоніцьке королівство. До своєї смерті у 1282 р. Михайло VIII повернув собі Егейські острови, Фессалію, Епір і більшість Ахеї, у тому числі фортецю хрестоносців Містра, яка стала центром візантійського деспотату. Однак Афіни і північний Пелопоннес залишалися в руках хрестоносців. Карл Анжуйський, а потім і його син претендували на престол віджилої Латинської імперії, погрожуючи Епіру і Греції, але так ніколи і не змогли добитися в цьому яких-небудь успіхів.

## Османська загроза і завоювання
Тим часом турки-османи загрожували імперії і в 1303 р. Каталонська гранд-компанія на чолі з Рожером де Флором запропонувала допомогти захиститися від них. Каталонці та візантійці ніколи не довіряли одне одному, і каталонці, а потім і генуезці нападали на візантійців по всій Греції та Егейському морі. Каталонці також розграбували Фессалію в 1309 р.

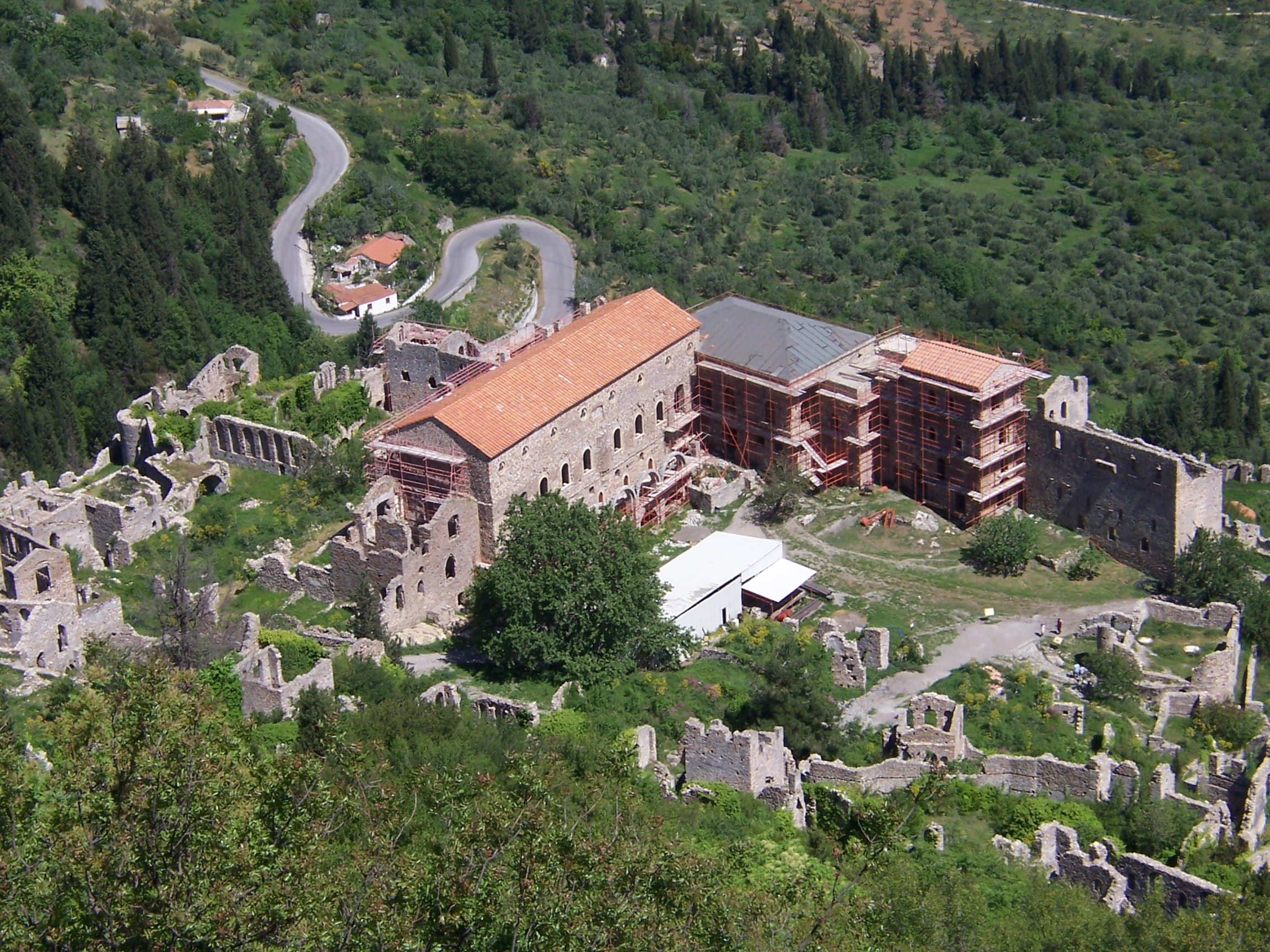
Палац міста Містра — столиці Морейського деспотату.

За правління Андроніка III Палеолога, починаючи з 1328, імперія володіла більшою частиною Греції, особливо столичними Салоніками. Епір був номінально візантійським, але все ще іноді повставав, доки у 1339 р. повністю не відновив самостійність. Греція здебільшого використовувалася як арена боротьби під час громадянської війни у 1340-х роках між Іоанном V Палеологом та Іоанном VI Кантакузином, також у той самий час на неї почали нападати серби і османи. Під 1356 рік ще один самостійний деспотат було створено в Епірі і Фессалії.
Пелопоннес, який у той період зазвичай називали Морея, був тепер майже центром імперії і, безумовно, найродючішою областю. Містра і Монемвасія були густонаселеними і процвітали навіть після Чорної смерті у середині XIV століття. Містра суперничала за важливістю з Константинополем. Вона була оплотом грецького православ'я і чинила запеклий опір спробам імператорів об'єднатися з Римсько-католицькою церквою, хоча це і дозволило б імперії одержати допомогу від Заходу проти османів.
Османи почали своє завоювання Балкан і Греції наприкінці XIV — на початку XV століття. У 1445 р. загарбану османами Фессалію відвоював майбутній імператор Костянтин XI, на той час деспот Містри, але він мало що міг зробити проти більшості інших османських територій. Імператора Костянтина було переможено і вбито в 1453 р., коли османи остаточно захопили Константинополь. Після падіння Константинополя турки до 1458 р. також захопили Афіни і острови Егейського моря, але до 1460 р. залишали візантійський деспотат у Пелопоннесі. Венеційці все ще володіли Критом і деякими портами, зате туркам належало багато областей Греції, крім гір і густих лісових масивів.

## Галерея

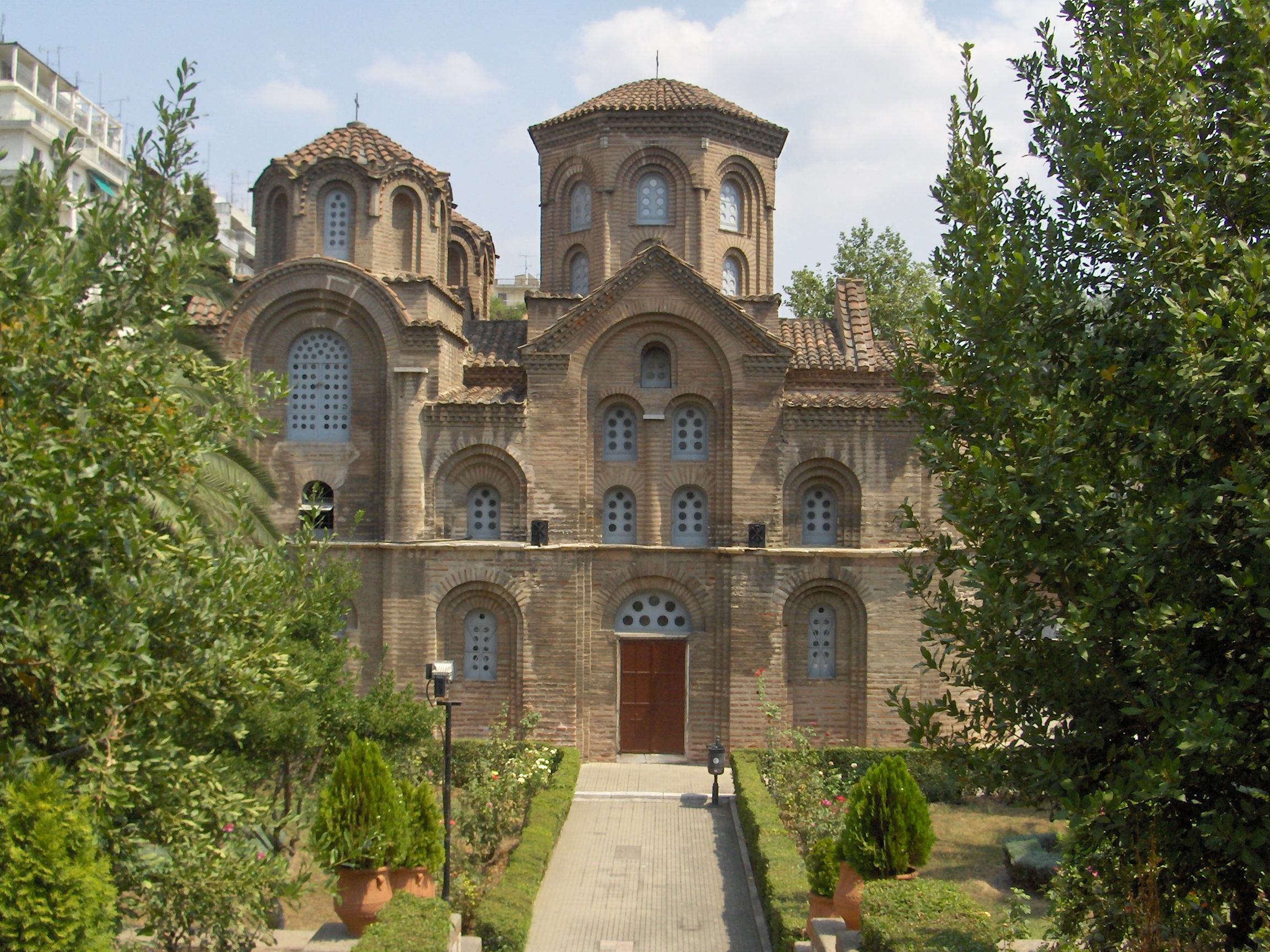
Панагія Халкеон, Салоніки
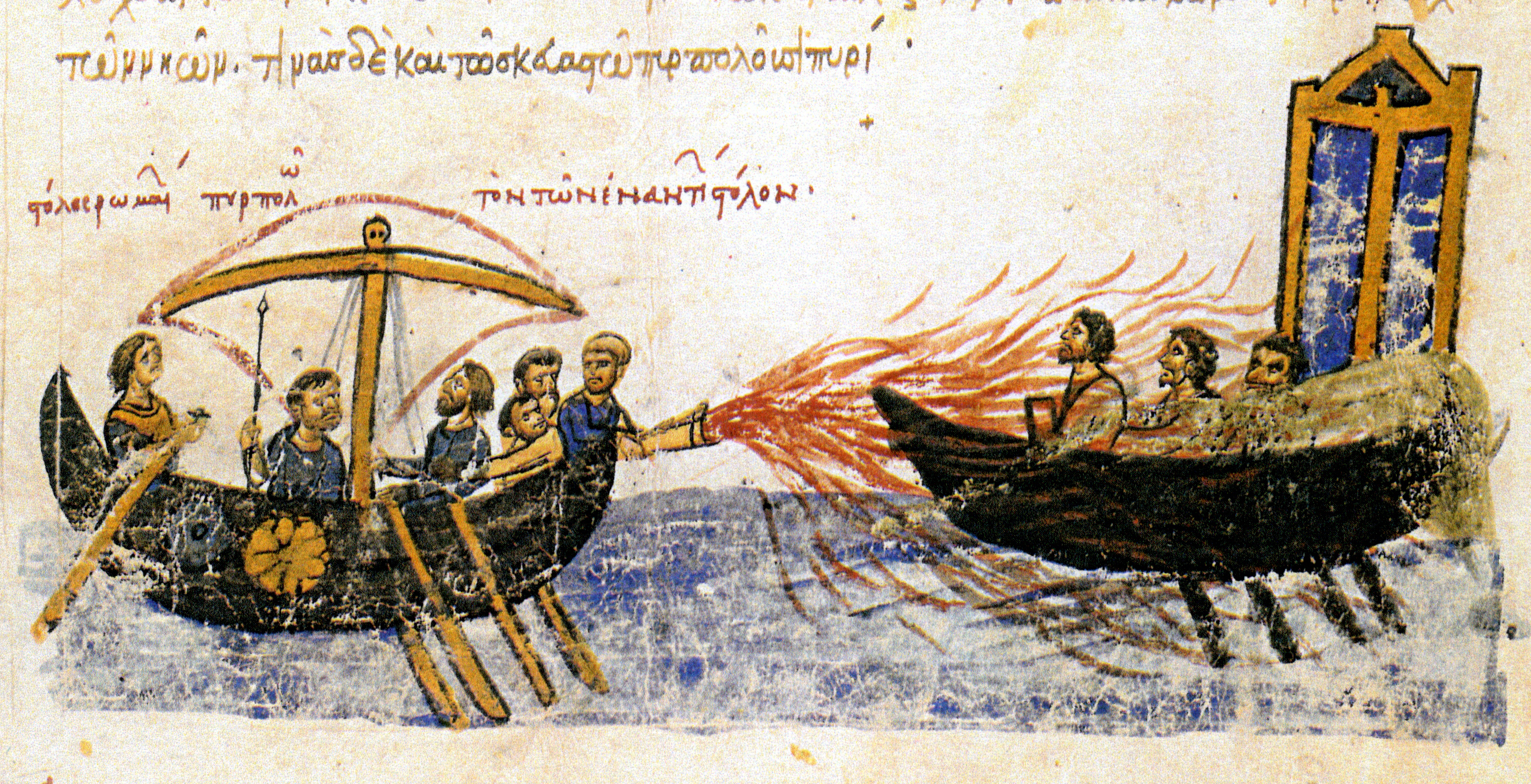
Опис грецького вогню у мадридському рукописі «Історії про війну з русами» Іоанна Скіліци
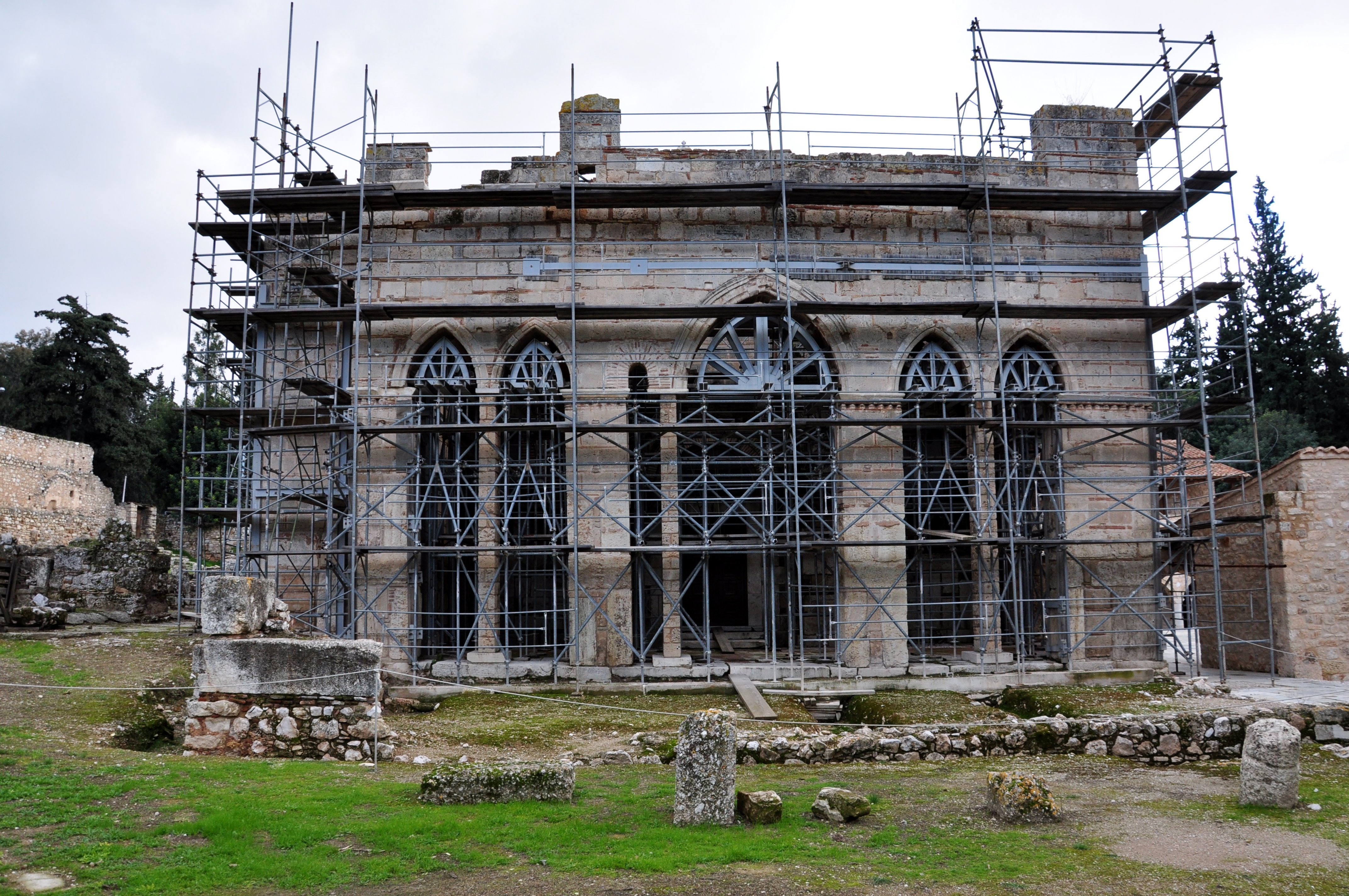
Монастир Дафні
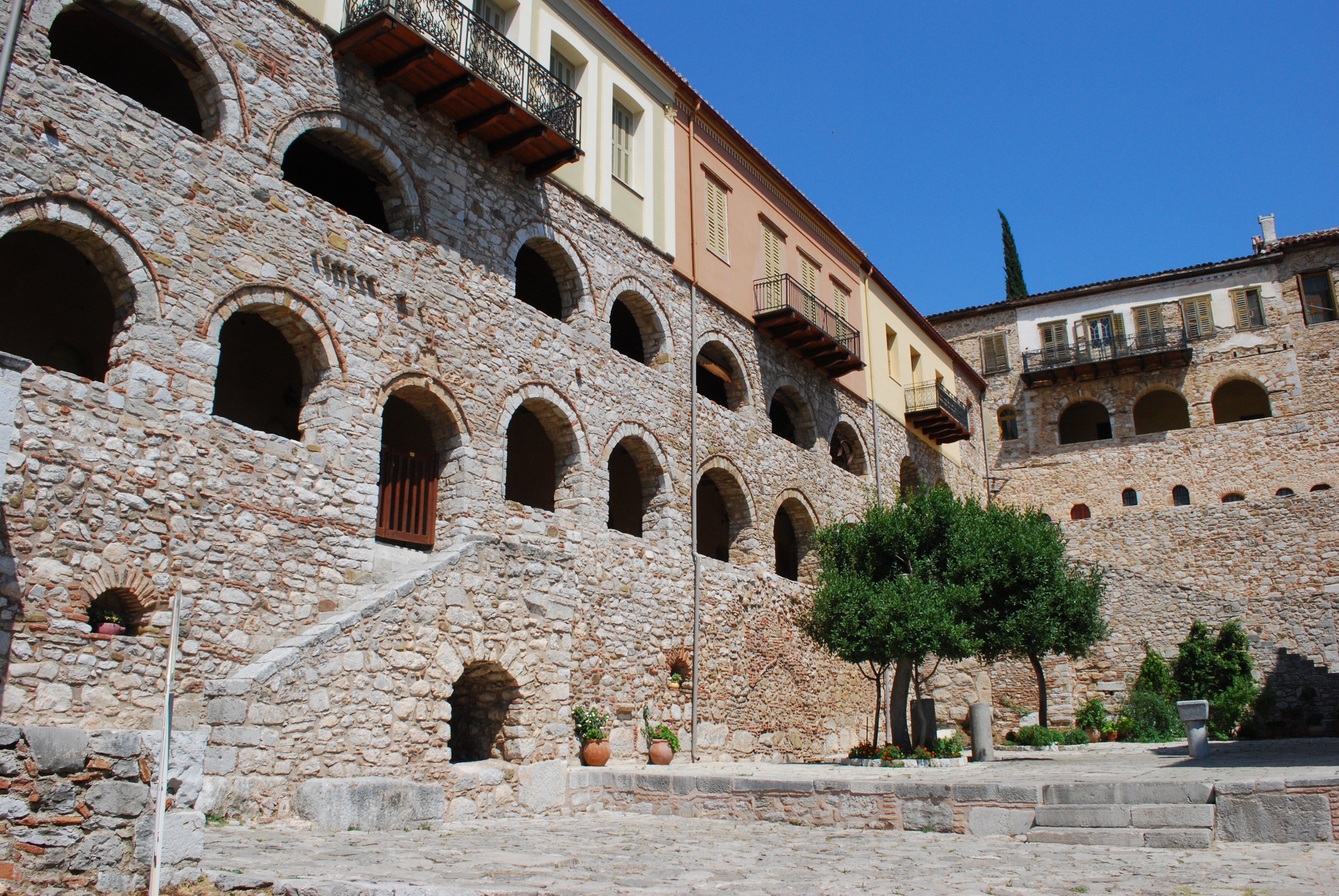
Вигляд монастиря Осіос-Лукас, приклад Візантійської архітектури
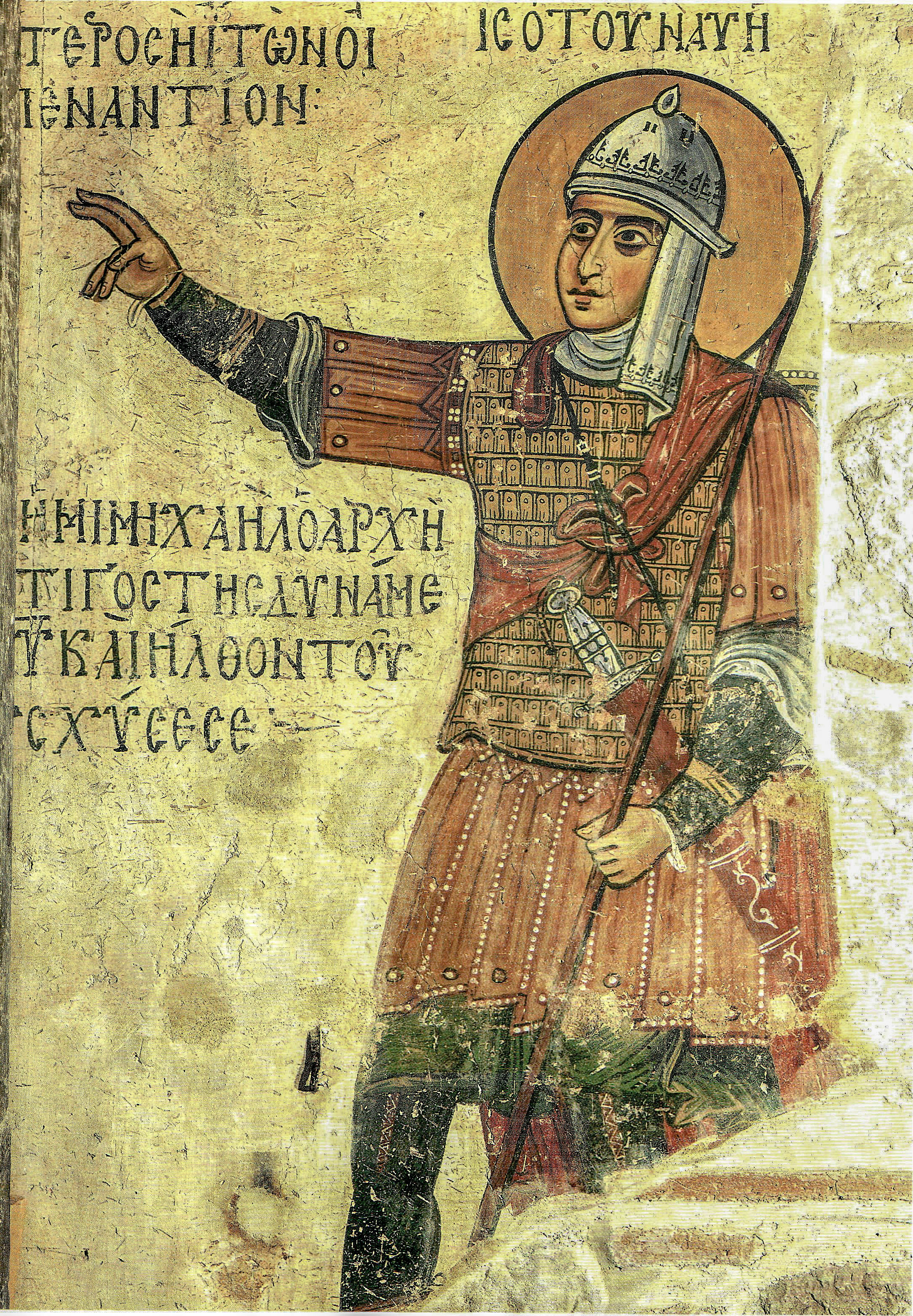
Фреска з Осіос-Лукас. Вояк у пластинчастому панцирі (кліваніоні) з прямим довгим мечем (спатіоном)
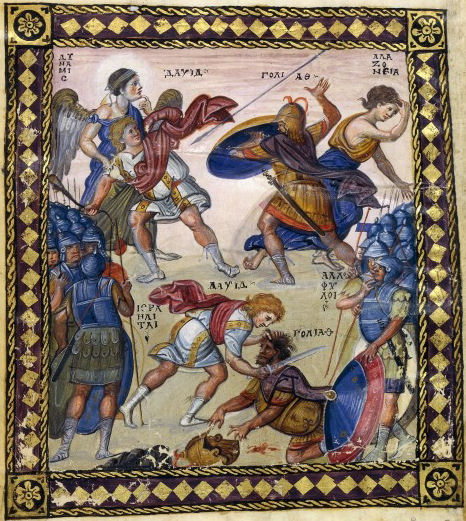
Давид і Голіаф з Паризького псалтиря — приклад македонського мистецтва Візантії (іноді званого Македонським ренесансом)
Морейський деспотат (1349–1460)
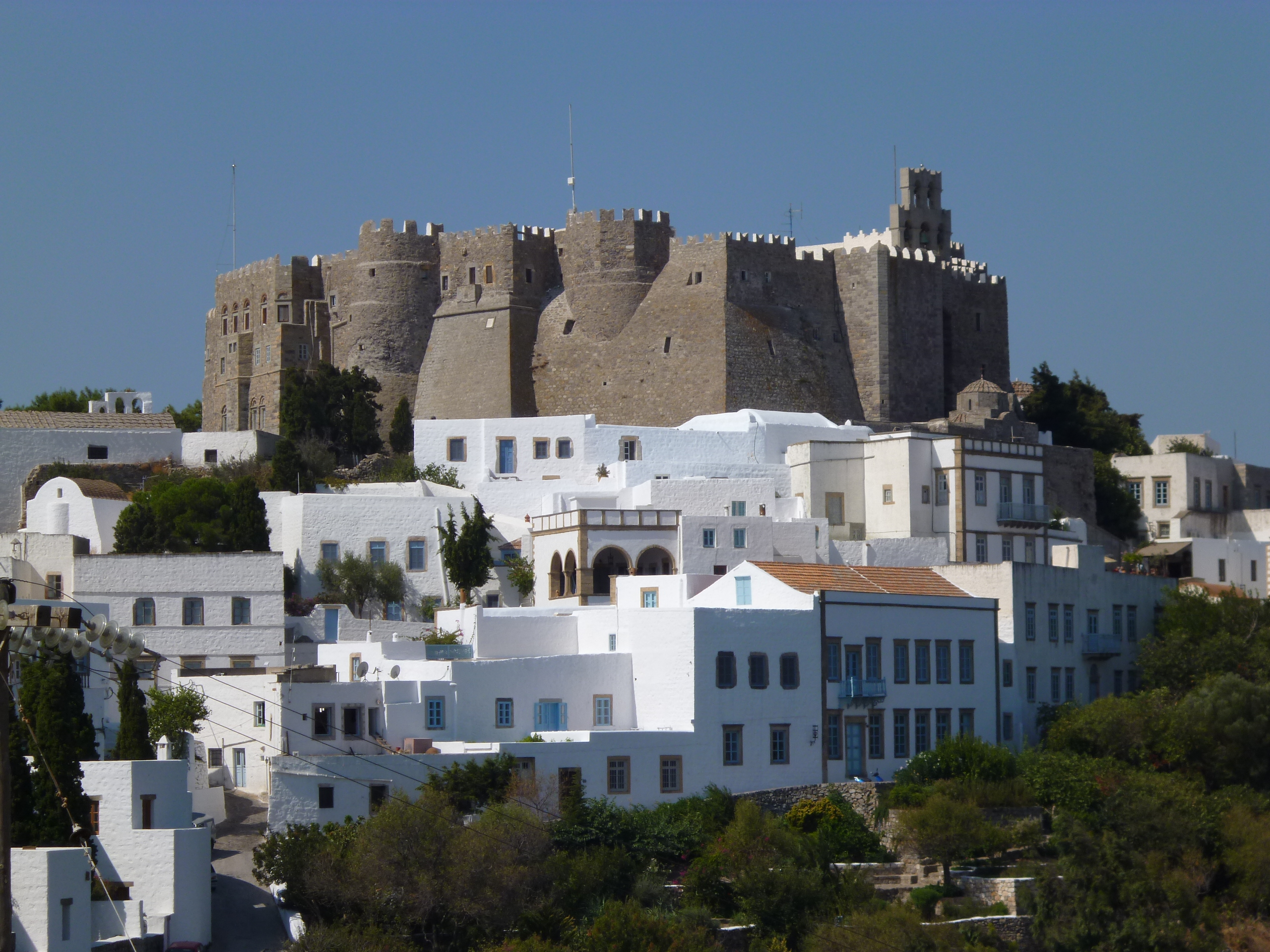
Монастир Іоанна Богослова, Патмос
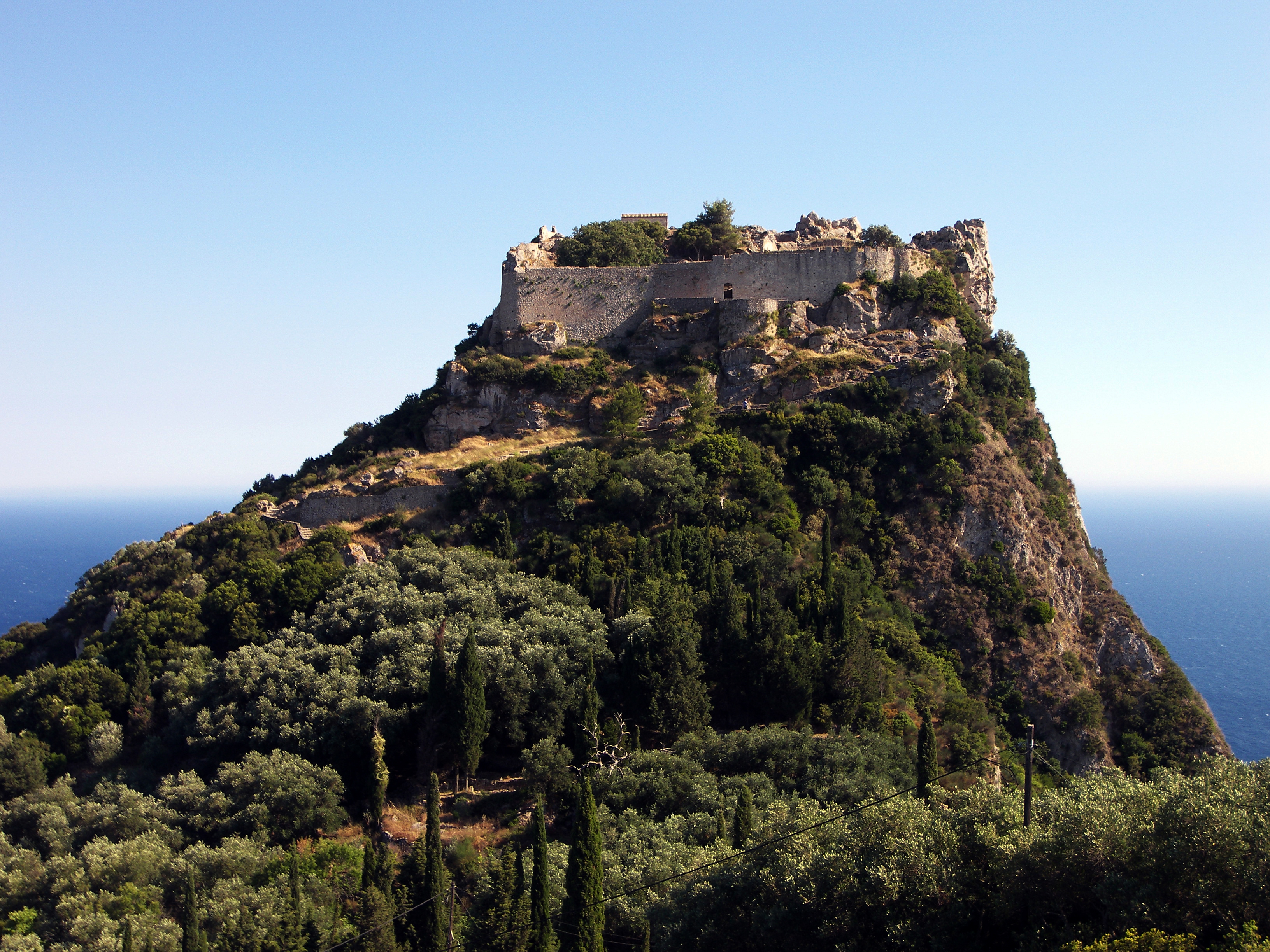
Візантійський замок Ангелокастро на острові Корфу, що успішно відбився від османів